# بلا ۶۹۵

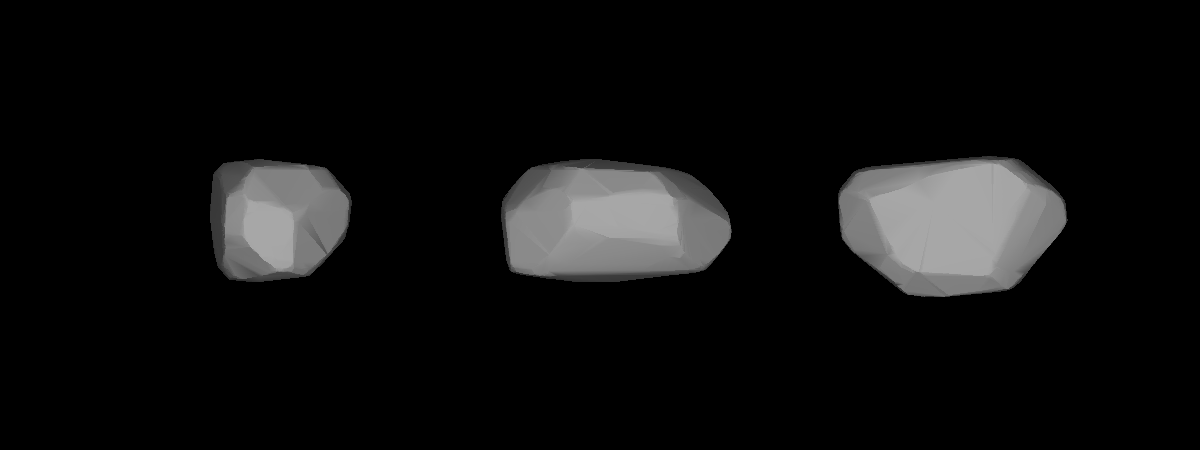
مدل سه‌بُعدی سیارک بلا ۶۹۵ بر اساس منحنی نور آن

سیارک ۶۹۵ (به انگلیسی: 695 Bella، نامگذاری:1909JB) ششصد و نود و پنجمین سیارک کشف شده‌است که در ۷ نوامبر ۱۹۰۹ کشف شد.
قدر مطلق سیارک برابر ۹٫۳۰ است.